# روبرت إل. شو
روبرت إل. شو هو سياسي كندي، ولد في 27 نوفمبر 1865، وتوفي في 22 يناير 1930.